# Fussballclub Zürich 2021-2022
Questa voce raccoglie le informazioni riguardanti il Fussballclub Zürich nelle competizioni ufficiali della stagione 2021-2022.

## Stagione
Nella stagione 2021-2022 il Zurigo, allenato da André Breitenreiter, concluse il campionato di Super League al 1º posto. In Coppa Svizzera il Zurigo fu eliminato agli ottavi di finale dall'Yverdon.

## Rosa
| N. |                           | Ruolo | Calciatore              |
| -- | ------------------------- | ----- | ----------------------- |
| 1  | Svizzera (bandiera)       | P     | Živko Kostadinović      |
| 2  | Svizzera (bandiera)       | D     | Lindrit Kamberi         |
| 3  | Spagna (bandiera)         | D     | Adrià Guerrero          |
| 4  | Svizzera (bandiera)       | D     | Bećir Omeragić          |
| 5  | Svizzera (bandiera)       | D     | Silvan Wallner          |
| 7  | Svizzera (bandiera)       | C     | Bledian Krasniqi        |
| 9  | Gambia (bandiera)         | A     | Assan Ceesay            |
| 10 | Svizzera (bandiera)       | C     | Antonio Marchesano      |
| 14 | Canada (bandiera)         | C     | Carson Buschman-Dormond |
| 15 | Benin (bandiera)          | A     | Aiyegun Tosin           |
| 16 | Germania (bandiera)       | D     | Marc Hornschuh          |
| 18 | Slovenia (bandiera)       | A     | Blaž Kramer             |
| 19 | Serbia (bandiera)         | D     | Nikola Boranijašević    |
| 20 | Costa d'Avorio (bandiera) | C     | Ousmane Doumbia         |
| 20 | Ucraina (bandiera)        | A     | Bogdan Vyunnyk          |
| 21 | Svizzera (bandiera)       | C     | Blerim Džemaili         |

| N. |                           | Ruolo | Calciatore       |
| -- | ------------------------- | ----- | ---------------- |
| 22 | Italia (bandiera)         | A     | Wilfried Gnonto  |
| 23 | Svizzera (bandiera)       | C     | Fabian Rohner    |
| 24 | Croazia (bandiera)        | C     | Ante Ćorić       |
| 25 | Svizzera (bandiera)       | P     | Yanick Brecher   |
| 26 | Tunisia (bandiera)        | C     | Salim Khelifi    |
| 26 | Svizzera (bandiera)       | C     | Miguel Reichmuth |
| 28 | Estonia (bandiera)        | D     | Karol Mets       |
| 31 | Kosovo (bandiera)         | D     | Mirlind Kryeziu  |
| 33 | Svizzera (bandiera)       | C     | Stephan Seiler   |
| 34 | Svizzera (bandiera)       | P     | Gianni De Nitti  |
| 38 | Svizzera (bandiera)       | D     | Selmin Hodža     |
| 39 | Germania (bandiera)       | C     | Akaki Gogia      |
| 77 | Costa d'Avorio (bandiera) | D     | Willie Britto    |
| 78 | Germania (bandiera)       | C     | Moritz Leitner   |
|    | Kosovo (bandiera)         | D     | Fidan Aliti      |

## Organigramma societario
Area tecnica
- Allenatore: André Breitenreiter
- Allenatore in seconda: Alain Nef, Darius Scholtysik
- Preparatore dei portieri: Davide Taini
- Preparatori atletici: Christian Kolodziej, Michael Sulzmann, Christian Kolodziej

## Calciomercato

### Sessione estiva
| Acquisti | Acquisti                | Acquisti         | Acquisti |
| R.       | Nome                    | da               | Modalità |
| -------- | ----------------------- | ---------------- | -------- |
| C        | Ante Ćorić              | Roma             |          |
| C        | Akaki Gogia             | Union Berlino    |          |
| A        | Rodrigo Pollero         | Sciaffusa        |          |
| D        | Adrià Guerrero          | Lugano           |          |
| D        | Nikola Boranijašević    | Losanna          |          |
| D        | Willie Britto           | Pohronie         |          |
| C        | Carson Buschman-Dormond | Tulevik Viljandi |          |
| P        | Gianni De Nitti         | Zurigo U18       |          |
| D        | Selmin Hodža            | Zurigo U18       |          |
| D        | Marc Hornschuh          | Amburgo II       |          |
| C        | Bledian Krasniqi        | Wil              |          |
| D        | Mirlind Kryeziu         | Kriens           |          |

| Cessioni | Cessioni         | Cessioni        | Cessioni |
| R.       | Nome             | a               | Modalità |
| -------- | ---------------- | --------------- | -------- |
| C        | Nils Reichmuth   | Wil             |          |
| D        | Filip Frei       | Wil             |          |
| C        | Benjamin Kololli | Shimizu S-Pulse |          |
| P        | Novem Baumann    | YF Juventus     |          |
| C        | Toni Domgjoni    | Vitesse         |          |
| D        | Tobias Schättin  | Winterthur      |          |
| D        | Lasse Sobiech    | Darmstadt       |          |

### Sessione invernale
| Acquisti | Acquisti       | Acquisti   | Acquisti |
| R.       | Nome           | da         | Modalità |
| -------- | -------------- | ---------- | -------- |
| A        | Bogdan Vyunnyk | Mariupol'  |          |
| D        | Karol Mets     | CSKA Sofia |          |

| Cessioni | Cessioni          | Cessioni        | Cessioni |
| R.       | Nome              | a               | Modalità |
| -------- | ----------------- | --------------- | -------- |
| C        | Vasilije Janjičić | Celje           |          |
| A        | Rodrigo Pollero   | Losanna         |          |
| A        | Henri Koide       | Xamax Neuchâtel |          |

## Risultati

### Super League

#### Prima fase, girone di andata
| Arbitro: | Horisberger |

|  |           |                                    |
|  | Marcatori | 20’ Guerrero 45’ (rig.) Marchesano |

| Arbitro: | Cibelli |

|                                  |           |              |
| Ceesay 7’, 15’ Boranijašević 41’ | Marcatori | 11’ Ouattara |

| Arbitro: | San |

|            |           |                                       |
| Ugrinić 5’ | Marcatori | 35’ Kryeziu 44’ Kramer 75’ Marchesano |

| Arbitro: | Schnyder |

|                           |           |                |
| Marchesano 10’ Ceesay 90’ | Marcatori | 7’ Margreitter |

| Arbitro: | Cibelli |

|                                         |           |                                     |
| Guillemenot 20’ Kempter 39’ Diakité 67’ | Marcatori | 23’ Gogia 59’ Marchesano 76’ Gnonto |

| Arbitro: | Jaccottet |

|                                           |           |  |
| Fassnacht 45’ Aebischer 64’, 69’ Elia 89’ | Marcatori |  |

| Arbitro: | Dudic |

|                        |           |                            |
| Guerrero 47’ Ćorić 69’ | Marcatori | 45’ (rig.) Valls 87’ Imeri |

| Arbitro: | Schnyder |

|                                 |           |                       |
| Millar 34’ Ndoye 73’ Cabral 82’ | Marcatori | 79’ (rig.) Marchesano |

| Arbitro: | Bieri |

|                                                   |           |                                  |
| Ceesay 3’, 48’, 72’, 90’ Marchesano 76’ Gogia 87’ | Marcatori | 33’ Stojilković 63’ (aut.) Aliti |

#### Prima fase, girone di ritorno
| Arbitro: | San |

|            |           |  |
| Ceesay 77’ | Marcatori |  |

| Arbitro: | Jaccottet |

|                                              |           |                              |
| Bonatini 17’ (rig.) Margreitter 27’ Herc 35’ | Marcatori | 3’, 66’ Pollero 10’ Džemaili |

| Arbitro: | Fähndrich |

|                                              |           |                                 |
| Boranijašević 47’ Frei 53’ (aut.) Ceesay 90’ | Marcatori | 29’ Cabral 48’ Ndoye 63’ Millar |

| Arbitro: | Cibelli |

|           |           |                        |
| Imeri 66’ | Marcatori | 28’ Ceesay 44’ Kryeziu |

| Arbitro: | Piccolo |

|  |           |              |
|  | Marcatori | 32’ Guerrero |

| Arbitro: | Bieri |

|            |           |  |
| Gnonto 83’ | Marcatori |  |

| Arbitro: | Fähndrich |

|                                          |           |  |
| Tosin 2’, 57’ Marchesano 13’ Kryeziu 20’ | Marcatori |  |

| Arbitro: | Cibelli |

|           |           |                                       |
| Coyle 77’ | Marcatori | 12’, 33’ Gnonto 56’ (rig.) Marchesano |

| Arbitro: | Dudic |

|                                          |           |                    |
| Ceesay 28’ (rig.) Kramer 78’ Kamberi 86’ | Marcatori | 7’ (aut.) Omeragić |

#### Seconda fase, girone di andata
| Arbitro: | San |

|                     |           |  |
| Cespedes 48’ (aut.) | Marcatori |  |

| Arbitro: | Schärer |

|            |           |                                 |
| Schmid 43’ | Marcatori | 47’ Ceesay 67’ Tosin 83’ Gnonto |

| Arbitro: | Cibelli |

|                                      |           |  |
| Marchesano 12’ Gnonto 64’ Ceesay 67’ | Marcatori |  |

| Arbitro: | San |

|            |           |                       |
| Wesley 62’ | Marcatori | 90’ (rig.) Marchesano |

| Arbitro: | Fähndrich |

|                                                              |           |                      |
| Marchesano 8’ (rig.) Kramer 16’ Gnonto 78’ Boranijašević 90’ | Marcatori | 38’ Stocker 90’ Lang |

| Arbitro: | Schärer |

|  |           |                       |
|  | Marcatori | 17’ Ceesay 78’ Gnonto |

| Arbitro: | Bieri |

|  |           |                        |
|  | Marcatori | 3’ Gnonto 69’ Guerrero |

| Arbitro: | Horisberger |

|  |           |                                     |
|  | Marcatori | 7’ Maglica 34’ von Moos 89’ Lungoyi |

| Arbitro: | San |

|            |           |                           |
| Sierro 90’ | Marcatori | 74’ Kramer 79’ Marchesano |

#### Seconda fase, girone di ritorno
| Arbitro: | Schärer |

|           |           |             |
| Aliti 82’ | Marcatori | 52’ Morandi |

| Arbitro: | Horisberger |

|           |           |  |
| Imeri 35’ | Marcatori |  |

| Arbitro: | Schnyder |

|                 |           |                |
| Ceesay 33’, 61’ | Marcatori | 73’ Siebatcheu |

| Arbitro: | Bieri |

|                                              |           |            |
| Ceesay 2’ Rohner 9’ Aliti 50’ Tosin 72’, 77’ | Marcatori | 32’ Cavaré |

| Arbitro: | San |

|  |           |                              |
|  | Marcatori | 40’ Ceesay 45’ Boranijašević |

| Arbitro: | Fähndrich |

|               |           |                             |
| Quintillà 37’ | Marcatori | 10’ Mets 43’ (aut.) Maglica |

| Arbitro: | Staubli |

|                           |           |                                      |
| Ceesay 56’ Marchesano 90’ | Marcatori | 32’ Koyalipou 63’ (rig.) Kukuruzović |

| Arbitro: | Wolfensberger |

|                   |           |          |
| Sabbatini 4’, 28’ | Marcatori | 3’ Gogia |

| Arbitro: | Schärer |

|                     |           |                                   |
| Tosin 2’ Ceesay 27’ | Marcatori | 38’ N'Diaye 45’ Campo 55’ Ugrinić |

### Coppa Svizzera
| Arbitro: | Bieri |

|  |           |                                                                                                  |
|  | Marcatori | 2’, 18’ Pollero 4’, 35’, 45’ Marchesano 23’ Gogia 60’ (rig.) Gnonto 76’ Krasniqi 84’, 87’ Ceesay |

| Arbitro: | Dudic |

|  |           |                |
|  | Marcatori | 19’ Marchesano |

| Arbitro: | San |

|                                                                                                |                        | |
| Beleck 43’, 94’                                                                                | Marcatori              | 71’ Gnonto 104’ Hornschuh                                                                                   |
| Beleck Hajrović Ninte Silva Eleouet Fargues Lusuena Jaquenoud Blum Salvi Beleck Hajrović Ninte | Tiri di rigore 11 – 10 | Marchesano Kryeziu Pollero Gnonto Krasniqi Leitner Guerrero Hornschuh Rohner Aliti Kryeziu Leitner Krasniqi |

## Statistiche

### Statistiche di squadra
| Competizione   | Punti | In casa | In casa | In casa | In casa | In casa | In casa | In trasferta | In trasferta | In trasferta | In trasferta | In trasferta | In trasferta | Totale | Totale | Totale | Totale | Totale | Totale | DR  |
| Competizione   | Punti | G       | V       | N       | P       | Gf      | Gs      | G            | V            | N            | P            | Gf           | Gs           | G      | V      | N      | P      | Gf     | Gs     | DR  |
| -------------- | ----- | ------- | ------- | ------- | ------- | ------- | ------- | ------------ | ------------ | ------------ | ------------ | ------------ | ------------ | ------ | ------ | ------ | ------ | ------ | ------ | --- |
| Super League   | 76    | 18      | 12      | 4       | 2       | 45      | 23      | 18           | 11           | 3            | 4            | 33           | 23           | 36     | 23     | 7      | 6      | 78     | 46     | +32 |
| Coppa Svizzera | -     | 0       | 0       | 0       | 0       | 0       | 0       | 3            | 2            | 1            | 0            | 13           | 2            | 3      | 2      | 1      | 0      | 13     | 2      | +11 |
| Totale         | 76    | 18      | 12      | 4       | 2       | 45      | 23      | 21           | 13           | 4            | 4            | 46           | 25           | 39     | 25     | 8      | 6      | 91     | 48     | +43 |

### Andamento in campionato
| Giornata  | 1 | 2 | 3 | 4 | 5 | 6 | 7 | 8 | 9 | 10 | 11 | 12 | 13 | 14 | 15 | 16 | 17 | 18 | 19 | 20 | 21 | 22 | 23 | 24 | 25 | 26 | 27 | 28 | 29 | 30 | 31 | 32 | 33 | 34 | 35 | 36 |
| --------- | - | - | - | - | - | - | - | - | - | -- | -- | -- | -- | -- | -- | -- | -- | -- | -- | -- | -- | -- | -- | -- | -- | -- | -- | -- | -- | -- | -- | -- | -- | -- | -- | -- |
| Luogo     | T | C | T | C | T | T | C | T | C | C  | T  | C  | T  | T  | C  | C  | T  | C  | C  | T  | C  | T  | C  | T  | T  | C  | T  | C  | T  | C  | C  | T  | T  | C  | T  | C  |
| Risultato | V | V | V | V | N | P | N | P | V | V  | N  | N  | V  | V  | V  | V  | V  | V  | V  | V  | V  | N  | V  | V  | V  | P  | V  | N  | P  | V  | V  | V  | V  | N  | P  | P  |
| Posizione | 1 | 2 | 2 | 1 | 1 | 1 | 3 | 3 | 3 | 3  | 3  | 3  | 3  | 1  | 1  | 1  | 1  | 1  | 1  | 1  | 1  | 1  | 1  | 1  | 1  | 1  | 1  | 1  | 1  | 1  | 1  | 1  | 1  | 1  | 1  | 1  |

Legenda:

Luogo: C = Casa; T = Trasferta. Risultato: V = Vittoria; N = Pareggio; P = Sconfitta.

### Statistiche dei giocatori
| Giocatore           | Super League | Super League | Super League | Super League | Coppa Svizzera | Coppa Svizzera | Coppa Svizzera | Coppa Svizzera | Totale   | Totale | Totale      | Totale     |
| Giocatore           | Presenze     | Reti         | Ammonizioni  | Espulsioni   | Presenze       | Reti           | Ammonizioni    | Espulsioni     | Presenze | Reti   | Ammonizioni | Espulsioni |
| ------------------- | ------------ | ------------ | ------------ | ------------ | -------------- | -------------- | -------------- | -------------- | -------- | ------ | ----------- | ---------- |
| F. Aliti            | 33           | 2            | 9            | 0            | 2              | 0              | 0              | 0              | 35       | 2      | 9           | 0          |
| N. Boranijašević    | 30           | 4            | 5            | 0            | 3              | 0              | 0              | 0              | 33       | 4      | 5           | 0          |
| Y. Brecher          | 34           | 0            | 0            | 0            | 0              | 0              | 0              | 0              | 34       | 0      | 0           | 0          |
| W. Britto           | 0            | 0            | 0            | 0            | 0              | 0              | 0              | 0              | 0        | 0      | 0           | 0          |
| C. Buschman-Dormond | 0            | 0            | 0            | 0            | 0              | 0              | 0              | 0              | 0        | 0      | 0           | 0          |
| A. Ceesay           | 33           | 20           | 8            | 0            | 3              | 2              | 1              | 0              | 36       | 22     | 9           | 0          |
| G. De Nitti         | 0            | 0            | 0            | 0            | 0              | 0              | 0              | 0              | 0        | 0      | 0           | 0          |
| O. Doumbia          | 35           | 0            | 4            | 0            | 3              | 0              | 0              | 0              | 38       | 0      | 4           | 0          |
| B. Džemaili         | 26           | 1            | 6            | 0            | 0              | 0              | 0              | 0              | 26       | 1      | 6           | 0          |
| F. Frei             | 0            | 0            | 0            | 0            | 0              | 0              | 0              | 0              | 0        | 0      | 0           | 0          |
| W. Gnonto           | 33           | 9            | 8            | 0            | 3              | 2              | 0              | 0              | 36       | 11     | 8           | 0          |
| A. Gogia            | 15           | 3            | 2            | 0            | 3              | 1              | 0              | 0              | 18       | 4      | 2           | 0          |
| A. Guerrero         | 34           | 4            | 5            | 0            | 3              | 0              | 0              | 0              | 37       | 4      | 5           | 0          |
| S. Hodža            | 1            | 0            | 0            | 0            | 0              | 0              | 0              | 0              | 1        | 0      | 0           | 0          |
| M. Hornschuh        | 24           | 0            | 0            | 0            | 2              | 1              | 1              | 0              | 26       | 1      | 1           | 0          |
| V. Janjičić         | 0            | 0            | 0            | 0            | 0              | 0              | 0              | 0              | 0        | 0      | 0           | 0          |
| L. Kamberi          | 13           | 1            | 3            | 0            | 0              | 0              | 0              | 0              | 13       | 1      | 3           | 0          |
| S. Khelifi          | 4            | 0            | 0            | 0            | 0              | 0              | 0              | 0              | 4        | 0      | 0           | 0          |
| Ž. Kostadinović     | 2            | 0            | 1            | 0            | 3              | 0              | 0              | 0              | 5        | 0      | 1           | 0          |
| B. Kramer           | 23           | 4            | 5            | 0            | 0              | 0              | 0              | 0              | 23       | 4      | 5           | 0          |
| B. Krasniqi         | 23           | 0            | 5            | 1            | 3              | 1              | 0              | 0              | 26       | 1      | 5           | 1          |
| M. Kryeziu          | 32           | 3            | 11           | 0            | 3              | 0              | 0              | 0              | 35       | 3      | 11          | 0          |
| M. Leitner          | 9            | 0            | 2            | 0            | 2              | 0              | 0              | 0              | 11       | 0      | 2           | 0          |
| A. Marchesano       | 33           | 13           | 3            | 0            | 3              | 4              | 0              | 0              | 36       | 17     | 3           | 0          |
| K. Mets             | 12           | 1            | 2            | 0            | 0              | 0              | 0              | 0              | 12       | 1      | 2           | 0          |
| B. Omeragić         | 27           | 0            | 4            | 0            | 2              | 0              | 0              | 0              | 29       | 0      | 4           | 0          |
| R. Pollero          | 6            | 2            | 0            | 0            | 3              | 2              | 0              | 0              | 9        | 4      | 0           | 0          |
| M. Reichmuth        | 0            | 0            | 0            | 0            | 0              | 0              | 0              | 0              | 0        | 0      | 0           | 0          |
| F. Rohner           | 19           | 1            | 1            | 0            | 3              | 0              | 0              | 0              | 22       | 1      | 1           | 0          |
| S. Seiler           | 9            | 0            | 0            | 0            | 0              | 0              | 0              | 0              | 9        | 0      | 0           | 0          |
| A. Tosin            | 22           | 6            | 0            | 0            | 0              | 0              | 0              | 0              | 22       | 6      | 0           | 0          |
| B. Vyunnyk          | 0            | 0            | 0            | 0            | 0              | 0              | 0              | 0              | 0        | 0      | 0           | 0          |
| S. Wallner          | 5            | 0            | 0            | 0            | 1              | 0              | 0              | 0              | 6        | 0      | 0           | 0          |
| A. Ćorić            | 21           | 1            | 4            | 0            | 2              | 0              | 0              | 0              | 23       | 1      | 4           | 0          |